# Amt Ortrand
Das Amt Ortrand ist ein 1992 gebildetes Amt im Landkreis Oberspreewald-Lausitz des Landes Brandenburg, in dem sich ursprünglich fünf Gemeinden im damaligen Kreis Senftenberg zu einem Verwaltungsverbund zusammengeschlossen hatten. Sitz der Amtsverwaltung ist die Stadt Ortrand. Durch die Ausgliederung eines Ortsteils und Wiederherstellung der Eigenständigkeit hat das Amt heute sechs Gemeinden.

## Geographische Lage
Das Amt liegt im südlichen Teil des Landkreises Oberspreewald-Lausitz. Es grenzt im Norden an die Stadt Lauchhammer, im Osten an das Amt Ruhland, im Süden an den Freistaat Sachsen und im Westen an das Amt Plessa (Landkreis Elbe-Elster).

## Gemeinden und Ortsteile
Das Amt Ortrand wird derzeit von sechs Gemeinden gebildet:
- Frauendorf mit den Wohnplätzen Heidehäuser und Waidmannsruh
- Großkmehlen mit den bewohnten Gemeindeteilen Kleinkmehlen und Frauwalde
- Kroppen mit Wohnplatz Heinersdorf
- Lindenau
- Ortrand (Stadt) mit dem Wohnplatz Burkersdorf
- Tettau

## Geschichte
Der Minister des Innern des Landes Brandenburg erteilte am 27. Juli 1992 seine Zustimmung zur Bildung des Amtes Ortrand. Als Zeitpunkt des Zustandekommens des Amtes wurde der 31. Juli 1992 festgelegt. Das Amt hat seinen Sitz in der Stadt Ortrand und bestand zunächst aus fünf Gemeinden im damaligen Kreis Senftenberg:
1. Großkmehlen
2. Kroppen
3. Lindenau
4. Stadt Ortrand
5. Tettau

Frauendorf war am 19. Mai 1974 in die Gemeinde Tettau eingemeindet worden. Als Ortsteil von Tettau kam der Ort zum Amt Ortrand. Am 5./6. Dezember 1993 wurde Frauendorf aus Tettau ausgegliedert und wurde wieder eine eigenständige Gemeinde innerhalb des Amtes. Seither hat das Amt Ortrand sechs amtsangehörige Gemeinden.

## Bevölkerungsentwicklung
| Jahr | Einwohner |
| ---- | --------- |
| 1992 | 7 761     |
| 1995 | 7 605     |
| 2000 | 7 352     |
| 2005 | 7 004     |
| 2010 | 6 481     |
| 2015 | 6 142     |

| Jahr | Einwohner |
| ---- | --------- |
| 2020 | 5 993     |
| 2021 | 5 998     |
| 2022 | 6 035     |
| 2023 | 6 001     |
| 2024 | 5 922     |

Gebietsstand des jeweiligen Jahres, Einwohnerzahl: Stand 31. Dezember: Stand 31. Dezember, ab 2011 auf Basis des Zensus 2011, ab 2022 auf Basis des Zensus 2022

## Politik

### Amtsdirektor
- 1992–1998: Otto Bahlinger[8]
- 1998–2006: Horst Stopperka
- 2006–2022: Kersten Sickert[9]
- seit 2022: Niko Gebel

Gebel wurde am 29. April 2022 durch den Amtsausschuss für eine Amtsdauer von acht Jahren gewählt.

### Wappen
Das Amt Ortrand führt kein eigenes Wappen, sondern das brandenburgische Landeswappen.

## Belege
1. ↑  Bevölkerungsstand im Land Brandenburg Dezember 2024 (Fortgeschriebene amtliche Einwohnerzahlen, basierend auf dem Zensus 2022) (Hilfe dazu).
2. 1 2  Hauptsatzung § 2 Abs. 1
3. ↑  Bildung des Amtes Ortrand. Bekanntmachung des Ministers des Innern vom 27. Juli 1992. Amtsblatt für Brandenburg - Gemeinsames Ministerialblatt für das Land Brandenburg, 3. Jahrgang, Nummer 62, 25. August 1992, S. 1054.
4. ↑  Beitrag zur Statistik Landesbetrieb für Datenverarbeitung und Statistik Historisches Gemeindeverzeichnis des Landes Brandenburg 1875 bis 2005 19.8 Landkreis Oberspreewald-Lausitz PDF
5. ↑  Historisches Gemeindeverzeichnis des Landes Brandenburg 1875 bis 2005. Landkreis Oberspreewald-Lausitz. S. 12–13
6. ↑  Bevölkerung im Land Brandenburg von 1991 bis 2017 nach Kreisfreien Städten, Landkreisen und Gemeinden, Tabelle 7
7. ↑  Amt für Statistik Berlin-Brandenburg (Hrsg.): Statistischer Bericht A I 7, A II 3, A III 3. Bevölkerungsentwicklung und Bevölkerungsstand im Land Brandenburg (jeweilige Ausgaben des Monats Dezember)
8. ↑  Otto Bahlinger. (Memento vom 4. Februar 2017 im Internet Archive) Website der FDP Freital-Wilsdruff
9. ↑  Alter Amtsdirektor geht, neuer kommt. In: Lausitzer Rundschau, 1. September 2006
10. ↑  Niko Gebel ist neuer Verwaltungschef im Amt Ortrand. In: Lausitzer Rundschau, 2. Mai 2022